# Джордж Антейл
Джордж Антейл (англ. George Antheil, хрещений як Георг Карл Йоганн Антейл; 8 липня 1900, Трентон — 12 лютого 1959, Нью-Йорк) — американський авангардний композитор, піаніст, письменник і винахідник.

## Біографія
Народився Джордж Карл Йоганн Антейл (Georg Carl Johann Antheil) в сім'ї німецьких емігрантів, які жили в Трентоні, Нью-Джерсі (Trenton, New Jersey). Батько Джорджа керував місцевим взуттєвим магазином. Антейл з дитинства володів двома мовами; писати музику і прозу він також почав досить рано. Цікаво, що всі ці таланти Джордж відточував цілком і повністю самостійно — закінчити коледж він так і не спромігся.
Музика настільки захоплювала Антейла, що мати якось навіть заслала його в село, щоб максимально віддалити від всіх музичних інструментів. Джорджа, втім, це не зупинило — він просто замовив собі піаніно в місцевому магазині. У своїх мемуарах — не вирізняються, втім, особливою достовірністю — Антейл заявляв, що дитинство його пройшло в безпосередньому сусідстві з в'язницею і машинобудівним заводом.
Грати на піаніно Джордж почав в шість років; в 1916-му він регулярно бував у Філадельфії, де навчався під керівництвом Костянтина фон Штернберга, колишнього учня самого Ференца Ліста. Саме Штернберг познайомив Антейла з основами європейської музичної традиції; втім, пізніше він — вже самостійно — освоїв цілий ряд нових галузей мистецтва, на кшталт легендарного вже дадаїзму. У 1919 році Джордж почав працювати разом з Ернестом Блохом; той спочатку ставився до свого нового помічника з явним скепсисом, проте потім все ж зумів визнати, що ентузіазм і енергія Антейла гідні поваги. У 19 років Джорджа запросили провести час з Маргарет Андерсон, редактором «Little Review» і групою її друзів. Спілкування з командою Андерсон сильно вплинуло на становлення Антейла. Джордж продовжував активно працювати над новим піснями і фортепіанним концертом.
Приблизно в цей же час фон Штернберг познайомив Антейла з Марією Луїзою Кертіс Бок, майбутньою засновницею Музичного інституту Кертіс (Curtis Institute of Music). Фон Штернберг зумів переконати Бок у тому, що його протеже неймовірно геніальний; Марія-Луїза призначила Джорджу стипендію і вибила йому місце в одній з музичних шкіл Філадельфії. Пізніше Бок переконалася, що підопічний її аж ніяк не такий простий, як їй здавалося; втім, не дивлячись на явне несхвалення поведінки і творчості Антейла, регулярно підкидати йому гроші вона не припиняла. У згаданих уже мемуарах Джордж про Бок практично не згадував.
30 травня 1922 року Антейл вирушив до Європи; він мріяв стати популярним новомодним піаністом-композитором. Рік Джордж провів у Берліні; деякий час також давав концерти в Будапешті і Відні. Популярність він і справді знайшов, хоча і досить похмуру; особливого доходу музика не приносила — нерідко після чергового концерту Джорджу доводилося ще й доплачувати зі своєї кишені.
У 1936 році Антейл перебрався до Голлівуду, де відносно швидко став досить успішним кінокомпозитором; йому судилося попрацювати з цілим рядом доволі відомих режисерів — на кшталт Сесиля ДеМілля і Ніколаса Рея. Через деякий час Джордж прийшов до висновку, що сучасна кіноіндустрія до сучасної музики відноситься надзвичайно вороже. Поступово Антейл перемкнувся на співпрацю переважно з незалежними режисерами.
Написання музики для кіно займало аж ніяк не весь його час; Джордж активно писав для балету і встиг створити цілих шість симфоній. Пізня його музика сильно тяжіла до творчості романтиків; у роботі його відчувався сильний вплив Прокоф'єва, Шостаковича й американської музики.
Помер Антейл від серцевого нападу в Мангеттені, Нью-Йорк, 12 лютого 1959 року. На момент смерті Джорджу було 58 років.

## Творчість
Найвідомішим твором Антейл став «Ballet Mécanique». Вважається, що до цієї композиції повинен був додаватися експериментальний фільм авторства Фернана Леже і Дадлі Мерфі; перші уявлення, однак, ніяким фільмом не супроводжувалися. Пізніше фільм все ж був завершений, однак у підсумку він виявився в два рази коротшим самого балету.

## Твори

### Опери
- Transatlantic (1930)
- Helen Retires (1931)
- Volpone (1949—1952, по Бену Джонсону)
- The Wish (1954)
- Venus in Africa (1954)
- The Brothers (1954)

### Твори для балету
- Ballet Mécanique (1924)
- Jazz Symphony (1925)
- Piano Concerto (1926)
- Decatur at Algiers (1943)
- Violin Concerto (1946)
- Hot-time Dance (1948)
- McKonkey's Ferry (1948)
- Symphony No. 5 (1947—1948)
- Symphony No. 6 (1947—1948)
- Tom Sawyer — California Overture (1949)

### Камерні і інструментальні твори
- String Quartet No. 1 (1924)
- String Quartet No. 2 (1927)
- Violin Sonatina (1945)
- Piano Sonata No. 3 (1947)
- Piano Sonata No. 4 (1948)
- Violin Sonata No. 4 (1948)
- String Quartet No. 3 (1948)
- Trumpet Sonata (1951)

### Музика до фільмів
- 1935 / (Once in a Blue Moon
- 1935 / (The Scoundrel)
- 1938 / (The Buccaneer)
- Янголи над Бродвеєм (1940)
- Adventure in Diamonds (1940)
- That Brennan Girl (1946)
- Plainsman and the Lady (1946)
- Specter of the Rose (1946)
- Along the Oregon Trail (1947)
- Tokyo Joe (1949)
- The Fighting Kentuckian (1949)
- Actors and Sin (1952)
- 1952 «Снайпер» / (The Sniper)
- The Juggler (1953)
- Target Hong Kong (1953)
- Hunters of the Deep (1954)
- Not as a Stranger (1955)
- Air Power (1956)
- The Young Don't Cry (1957)
- 1957 «Гордість і пристрасть» / (The Pride and the Passion)

## Інші твори і винаходи
Були в Антейла захоплення і за межами музичного світу. Так, у 1930 році він опублікував — під псевдонімом «Стейсі Бішоп» — детективний роман «Death in the Dark». З 1936 по 1940 роки Антейл писав огляди для журналу «Modern Music»; колонка його вирізнялася неймовірною глибиною викладених думок. У 1945 році Антейл опублікував автобіографію — незабаром стала бестселером. Разом з Геді Ламар у 1942 році отримав патент США № 2 292 387 «Секретна система зв'язку» (Secret Communication System), у якому йшлося про системи зв'язку, що включають передачу помилкових каналів на різних частотах. Цей винахід став основою для зв'язку з розширеним спектром (spread spectrum), який нині широко використовується в мобільній телефонії, Wi-Fi і GPS.